# Relatos franquistas
Relatos franquistas. Vivencias personales es un libro de la escritora Paquita López Arroyo publicado y presentado en video conferencia en 8 de junio de 2021 con la participación de José Luis Rodríguez Zapatero, Cristina Manzano, Luis Cobos, Angel Alvarez Rodríguez e Isabel Cuerda entre otros.

## Sinopsis
Relatos franquistas. Vivencias personales son historias vividas en primera persona por la autora, desde la guerra civil española cuando era niña de seis años, a las persecuciones y el exilio posterior a Francia. Los relatos se acompañan de análisis desde el feminismo de las políticas durante el franquismo, el espíritu de lucha compartido por su generación por las aspiraciones democráticas y el sueño de una sociedad mejor.
La autora relata, entre otras, la vida junto a su padre, que como carabinero republicano se desplazaba por toda España por motivos de trabajo. Entre estos trabajos el que le llevó por ferrocarril con cuadros del Museo del Prado empaquetados para salvarlos de los bombardeos que arreciaban sobre Madrid.

## Datos de la obra
Relatos franquistas. Vivencias personales recoge las vivencias madrileñas de la autora, Paquita López, durante la Guerra civil española. Paquita López vivió  en Madrid la llegada de los moros a caballo, recorrió la calle Fernández de los Ríos, en el actual distrito de Moncloa Aravaca, cuando era una zona de primera línea de frente de guerra, corría a casa de la mano de su madre con su hermano Vicente, ante el miedo por la fama de las actuaciones de la caballería africana.
Relatos franquistas. Vivencias personales, se presentó en junio de 2021 de forma telemática con una mesa en la que participaron José Luis Rodríguez Zapatero, Cristina Manzano, Luis Cobos, Lourdes Lancho, Angel Alvarez, así como amigos, familiares y todos los que se inscribieron a la convocatoria del encuentro por videoconferencia, realizada también desde la federación estatal de los foros por la memoria histórica.